# Die Bajadere (Operette)
Die Bajadere ist eine Operette in drei Akten des Komponisten Emmerich Kálmán und der Librettisten Julius Brammer und  Alfred Grünwald. Die Uraufführung fand am 23. Dezember 1921 im  Carltheater in Wien statt.

## Handlung
Theaterdirektor d’Ouvert hat die bekannte Sängerin Odette unter Vertrag. Diese soll nun die Hauptrolle in der neuen Operette des Hauses mit dem Titel Die Bajadere singen. Bei dieser Gelegenheit lernt auch der Ehrengast der Premiere, Prinz Radjami, die Sängerin kennen. Er verliebt sich in sie und denkt sogar an eine Heirat, auch wenn er in seiner indischen Heimat längst verlobt ist. Er lädt Odette zu sich ein und wettet mit ihr, sie mit Hilfe seiner angeblichen hypnotischen Fähigkeiten soweit zu bringen, dass sie sich ihrerseits in ihn verliebt und das auch noch schriftlich bestätigt. Odette nimmt die Wette an und geht zum Schein auf die Avancen des Prinzen ein. Sie will ihm aber nur eine Lektion erteilen. Der Prinz zieht weiter alle Register und arrangiert sogar eine Heiratszeremonie. Odette spielt bis zum vorletzten Augenblick mit und brüskiert dann im allerletzten Augenblick den Prinzen, indem sie ihre Zustimmung zur Hochzeit verweigert. Der Prinz ist enttäuscht, besucht aber weiterhin jede Vorstellung der Operette Die Bajadere, um seiner immer noch Angehimmelten nahe zu sein. Diese hat sich inzwischen tatsächlich auch in ihn verliebt, gibt es aber nicht zu. So schmachten die beiden wochenlang vor sich hin. Schließlich greift der Theaterdirektor zu einer List, die schließlich Odette und den Prinzen zusammenführt. Neben dieser Haupthandlung gibt es noch eine Nebenhandlung zwischen Marietta, ihrem Mann Louis Philipp und Napoleon St. Cloche. Marietta lässt sich scheiden und heiratet Napoleon. Später aber bereut sie diesen Schritt wieder.

## Rezeption
Emmerich Kálmán betrachtete diese Operette als das Werk unter allen seinen Bühnenwerken, das der Oper am nächsten kommt. Diese Aussage wird von seiner Tochter Yvonne Kálmán im Booklet der unten erwähnten CD bestätigt. Tatsächlich sind viele Teile der Operette opernhaft gestaltet. Die Operette wird heute aber nur noch selten aufgeführt. Ein Grund dafür dürfte das Überangebot von Operetten in den 1920er und 1930er Jahren sein, als sich die Werke der damals führenden Komponisten gegenseitig von den Spielplänen verdrängten. In Emmerich Kálmáns Fall kommt noch hinzu, dass auch diese Operette, wie alle seine Werke, in der NS-Zeit verboten war.

## Tonträger
Das Label CPO veröffentlichte eine Gesamtaufnahme des Werks auf 2 CDs. Unter der Leitung von Richard Bonynge spielten und sangen das WDR Funkhausorchester Köln und der WDR Rundfunkchor Köln. Als Solisten wirkten unter anderen mit: Heike Susanne Daum, Rainer Trost, Anke Vondung und Stephan Genz.

## Musiknummern
Auf der oben erwähnten Gesamtaufnahme sind folgende Musiknummern zu hören, die auch der Partitur entsprechen:
Nr. 1 Reizend war der Erste Akt
Nr. 2 Duett: Treu zu sein
Nr. 2 ½  Musikalischer Auftritt und Melodram: Mercie Bien
Nr. 3 Ensemble und Lied: Dein will auf ewig ich sein
Nr. 4 Ensemble und Entree der Odette: Reizend war der Zweite Akt
Nr. 5  Duett: Lotusblume, ich liebe dich
Nr. 6 Duett: Reizend ist’s nach Müh und Plag
Nr. 7 Finale I: Das wird ich nicht…
Nr. 8 Introduktion; Tanz und Liedfoxtrott: Oh Champagner, sperrst uns auf das Himmelreich
Nr. 8a: Lied: Tanz mit mir
Nr. 9 Musikalische Szene und Duett: Du, du, du sollst das Glück meiner Seele nun sein
Nr. 10 Duett: Bogenlampen glitzern durch den Winternachmittag
Nr. 11 Terzett: Na, ist sie nicht ein süßer Schatz
Nr. 12 Duett: Weil wir oft lieben den Mann
Nr. 13 Finale II: Wie, der Prinz will heute noch sich vermählen
Nr. 14 Einleitung 3. Akt und Melodram: Die kleine Bar
Nr. 15 Duett: Will man heutzutage schick und modern sein
Nr.  15 ½  Musikalische Szene: Lotusblume ich liebe dich
Nr. 16 Lied: Als ich unlängst stand…
Nr. .  16 ½  Reminiszenz: Na, ist sie nicht ein süßer Schatz
Nr. 17 Finale III: Oh Bajadere, komm, sei mein